# Transformers: The Headmasters (videogioco)
Transformers: The Headmasters (トランスフォーマー ザ★ヘッドマースターズ?) è un videogioco per Famicom Disk System, basato sulla serie di giocattoli e cartoni animati omonima. I personaggi giocabili del gioco sono Rodimus Prime, Chromedome, Highbrow, Brainstorm, Hardhead e Fortress Maximus, benché nella loro trasformazione in robot condividano tutti lo stesso sprite.